# Mine de Jan Šverma
La mine de Jan Šverma est une mine à ciel ouvert de charbon située en République tchèque.